# Мерсе-сюр-Сон
Мерсе́-сюр-Сон (фр. Mercey-sur-Saône) — коммуна во Франции, находится в регионе Франш-Конте. Департамент — Верхняя Сона. Входит в состав кантона Жи. Округ коммуны — Везуль.
Код INSEE коммуны — 70342.

## География
Коммуна расположена приблизительно в 290 км к юго-востоку от Парижа, в 40 км северо-западнее Безансона, в 34 км к западу от Везуля.
Вдоль северной границы коммуны протекает река Сона.

## Население
Население коммуны на 2010 год составляло 138 человек.
| 1962 | 1968 | 1975 | 1982 | 1990 | 1999 | 2010 |
| ---- | ---- | ---- | ---- | ---- | ---- | ---- |
| 119  | 119  | 111  | 92   | 110  | 104  | 138  |

## Экономика

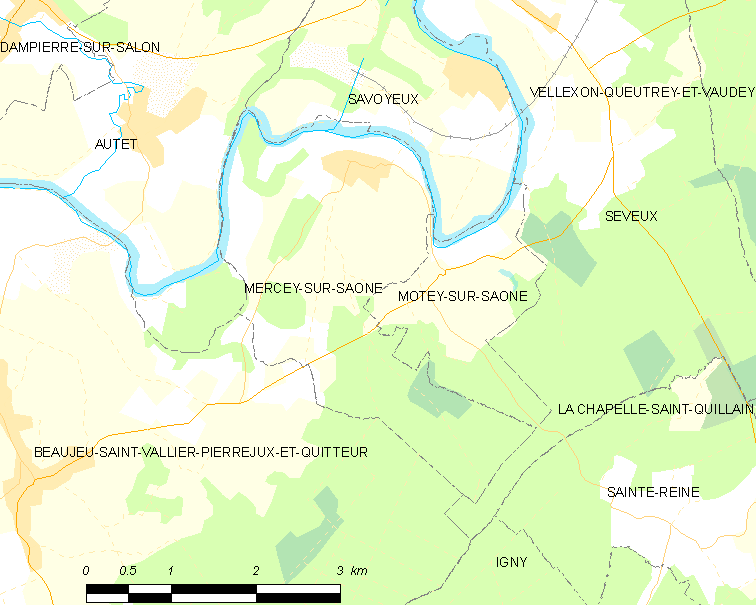
Карта коммуны

В 2010 году среди 77 человек трудоспособного возраста (15—64 лет) 58 были экономически активными, 19 — неактивными (показатель активности — 75,3 %, в 1999 году было 58,7 %). Из 58 активных жителей работали 50 человек (25 мужчин и 25 женщин), безработными было 8 (4 мужчины и 4 женщины). Среди 19 неактивных 0 человек были учениками или студентами, 10 — пенсионерами, 9 были неактивными по другим причинам.